# Dasineura sibirica
Dasineura sibirica är en tvåvingeart som först beskrevs av Marikovskij 1962.  Dasineura sibirica ingår i släktet Dasineura och familjen gallmyggor. Inga underarter finns listade i Catalogue of Life.